# Woodstock a kertemben
A Woodstock a kertemben (eredeti címe: Taking Woodstock) 2009-es amerikai történelmi zenés filmvígjáték-dráma Ang Lee rendezésében. A film az 1969-es woodstocki fesztiválról szól, alapjául pedig Elliot Tiber és Tom Monte Taking Woodstock című könyve szolgált.
A 2009-es cannes-i filmfesztiválon mutatkozott be. New Yorkban és Los Angelesben 2009. augusztus 26-án jelent meg, a nagyközönség számára pedig két nappal később vált elérhetővé. A kritikusoktól vegyes kritikákat kapott, és pénzügyileg is bukásnak számított.

## Rövid történet
Egy férfi, aki szülei moteljében dolgozik a Catskills-hegységben, véletlenül elindítja a generáció életét meghatározó koncertet 1969 nyarán.

## Szereplők
- Demetri Martin – Elliot Teichberg/Tiber, aki önként felajánlotta a családja moteljét, hogy a Woodstock-koncert szervezőinek bázisa legyen, amely egy közeli farmon kerül megrendezésre[5]
- Imelda Staunton – Sonia Teichberg[5]
- Henry Goodman – Jake Teichberg[5]
- Liev Schreiber – Betty von Vilma, a felbérelt biztonsági őr.[5]
- Jonathan Groff – Woodstock szervezője Michael Lang[5]
- Eugene Levy – Max Yasgur, aki a közeli farm tulajdonosa[5]
- Emile Hirsch – Billy, egy nemrég visszatért Vietnam veterán[5]
- Paul Dano és Kelli Garner – egy hippi pár egy VW-ben, akik részt vesznek a koncerten[5]
- Jeffrey Dean Morgan – Dan, Billy bátyja, aki a fesztivál ellenfele
- Adam Pally – Artie Kornfeld, a fesztivál társszervezője
- Mamie Gummer – Tisha, Lang asszisztense[5]
- Dan Fogler – Devon, a helyi színtársulat vezetője[5]
- Skylar Astin – John P. Roberts, aki a fesztivált finanszírozta és a Woodstock társszervezője volt
- Adam LeFevre – Dave
- Richard Thomas – Don tiszteletes
- Kevin Chamberlin – Jackson Spiers
- Darren Pettie – Paul, az építőmunkás, akihez Elliot vonzódik
- Katherine Waterston – Penny
- Sondra James – Margaret
- Damian Kulash – gitározó hippi

## A film készítése
A forgatás 2008 augusztusa és októbere között volt New Lebanonban (New York) és East Chathamben (New York), ami a New York állambeli Columbia megyében található.